# Get Low (Lil Jon & the East Side Boyz)
Get Low è la canzone più popolare del collettivo rap Lil Jon & the East Side Boyz. Il brano rappresenta lo stile tipico del Crunk sia per i contenuti che per le strumentali. Il singolo è stato prodotto dallo stesso Lil Jon, con la collaborazione di Devin the Dude, altro grande produttore. Il singolo è stato inciso col duo rap di Atlanta Ying Yang Twins, ed è stato inserito nel disco di Lil Jon & the East Side Boyz "Kings of Crunk", il singolo ha visto la luce il 20 gennaio 2003 ed è stato girato il video ufficiale dopo 20 giorni.
Nella classifica statunitense Billboard Hot 100, si è posizionata al secondo posto, mentre nella classifica Hot Digital Songs al ventesimo, alla quinta nella classifica Hot R&B/Hip-Hop del 2003. Inoltre il singolo è stato inserito nella colonna sonora del famosissimo gioco di auto della EA Games Need for Speed: Underground.

## Video musicale
Il video rappresenta all'inizio delle riprese Lil Jon e il suo gruppo che entrano in un club e questi ultimi ballano e cantano fino alla fine del video mentre gli Ying Yang Twins compaiono in molte scene del video, all'inizio in una stanza delle parrucchiere, poi in uno studio dove continuano le loro parti e poi insieme a Lil Jon e The East Side Boyz quando vengono ripresi tutti a fare la foto.
Nel video del singolo non remixato sono apparsi: Jazze Pha, Beat-N-Azz, David Banner, Bishop Don Juan, Baby D e Lil Scrappy

## Remix
La canzone è stata remixata una prima volta con i rapper Busta Rhymes, Elephant Man, Ying Yang Twins, ed è stata inserita nel disco di Lil Jon & the East Side Boyz Part II. Successivamente è stata remixata col cantante reggae Pitbull
Un remake della canzone è stato fatto da Lil Scrappy, Trillville, Bo Hagon e Pitbull. Tale remake prende il titolo di "Stay Low"

## Tracce
- "Get Low" — 5:34

## Classifica
| Anno | Classifica                                      | Posizione |
| ---- | ----------------------------------------------- | --------- |
| 2004 | Austria Singles Chart                           | 21        |
| 2004 | Australia ARIA Singles Top 50                   | 23        |
| 2004 | Germany Singles Top 100                         | 11        |
| 2004 | New Zealand Top 40                              | 28        |
| 2004 | Swiss Singles Top 100                           | 44        |
| 2004 | U.S. Billboard Hot 100                          | 2         |
| 2004 | U.S. Billboard Hot Digital Songs                | 20        |
| 2004 | U.S. Billboard Hot R&B/Hip-Hop Singles & Tracks | 2         |
| 2004 | U.S. Billboard Hot Rap Tracks                   | 1         |
| 2004 | U.S. Billboard Hot Ringtones                    | 7         |
| 2004 | U.S. Billboard Rhythmic Top 40                  | 2         |
| 2004 | U.S. Billboard Top 40 Tracks                    | 6         |